# Maianthemum forrestii
Maianthemum forrestii är en sparrisväxtart som först beskrevs av William Wright Smith, och fick sitt nu gällande namn av Lafrankie. Maianthemum forrestii ingår i släktet ekorrbärssläktet, och familjen sparrisväxter. Inga underarter finns listade i Catalogue of Life.